# Grisja Filipov
Georgi Stanchev Filipov (Bulgaars: Георги (Гриша) Станчев Филипов) (Kadijevka, Gouvernement Jekaterinoslav, 13 juli 1919 - Sofia, 2 november 1994) was een Bulgaars politicus.
Georgi (Grisha) Filipov woonde tot 1936 in de voormalige Sovjet-Unie en studeerde wis- en natuurkunde aan de Universiteit van Sofia. Later studeerde hij ook industriële economie en handel in Moskou. Tijdens zijn studententijd was hij actief voor de Communistische Jeugdliga, in 1940 werd hij lid van de - toen illegale - Bulgaarse Communistische Partij (BKP). In 1940 werd hij lid van de districtscomité van de BKP in Lovetsj. In 1941 werd hij gearresteerd en tot vijftien jaar gevangenisstraf veroordeeld wegens zijn communistische activiteiten. Na de staatsgreep van het door communisten beheerste Vaderlands Front op 9 september 1944 kwam hij vrij en hervatte hij zijn activiteiten voor de BKP. In 1947 werkte hij korte tijd voor het ministerie van Industrie. Van 1948 tot 1951 volgde hij een vervolgopleiding in de Sovjet-Unie.
Na zijn terugkeer in Bulgarije in 1951 werkte hij voor de Staatsplanningscommissie (1951-1958) en was hij van 1957 tot 1958 plaatsvervangend voorzitter. Van 1962 tot 1966 was hij opnieuw plaatsvervangend voorzitter. In 1958 werd kandidaat-lid en in 1962 lid van het Centraal Comité van de BKP. In 1966 werd hij lid van de Narodno Sobranie (parlement) en van 1966 tot 1968 werkte hij voor de Raad van Ministers.
In 1966 werd Filipov voorzitter van de Commissie van het Economische Hervormingscomité, met als doel de economie te liberalisren. In 1968 moest hij zijn werk als voorzitter van deze Commissie staken daar alle hervormingsplannen in de ijskast werden gestopt als gevolg van de politieke gebeurtenissen in Tsjecho-Slowakije.
Filipov was van 1971 tot 1981 secretaris van het Centraal Comité. In 1971 werd hij tevens lid van de Staatsraad (collectieve staatshoofd) en van het Politbureau. In 1982 verloor hij zijn zetel in het Politbureau, maar in 1986 werd hij opnieuw in het Politbureau gekozen. Op 16 juni 1981 werd hij door staatshoofd Todor Zjivkov belast met het premierschap. Zijn voornaamste taak was de economie te hervormen, maar politieke hervormingen bleven achterwege. Mede daarom werd Filipov op 21 maart 1986 vervangen door Georgi Atanasov. Nadien was hij voorzitter van de Commissie voor Socioeconomische Ontwikkelingen. Zijn economisch hervormingsplan werd op 17 augustus 1987 door de Nationale Vergadering (Narodno Sobranie) goedgekeurd. Deze plannen konden echter niet voorkomen dat de Bulgaarse economie eind jaren 80 volledig instortte.
In 1992 werd hij beschuldigd van misbruik van staatsgelden. Hij overleed in de gevangenis voordat zijn proces begon.